# 高津川
高津川（たかつがわ）は、島根県西部を流れる、一級河川高津川水系の河川。

## 地理
鹿足郡吉賀町田野原に源を発し、鹿足郡津和野町日原、益田市を経由して日本海に注ぐ。
一級河川で唯一、支流を含めてダムが一切無い。規模の大きい河川ながら上中流域に大きな人口密集地が無く、日本有数の清流として中上流域では毎年鮎釣りが盛んである。毎年6月に吉賀町で「水源祭り」が、8月第1土曜日に益田市で「水郷祭」が行われる。
日本唯一の「放し鵜飼」としてカワウを使う漁があったが平成になってする人がいなくなった。
この川で捕れる鮎の恩恵を流域の地域は強く受けてきた。例えば焼き鮎（乾燥アユ）を出汁に用いた雑煮は石見風雑煮として知られるが、飲食店・旅館の観光資源としての価値のみならず、流域の世帯で家庭料理としても受け継がれている。

## 名前
由来は不明であるが、歴史は非常に古い名前である。『万葉集』の柿本人麻呂の歌に詠まれた「石見のや 高角山の 木の間より 我が振る袖を 妹見つらむか」の「高角山」（たかつのやま）に関連があると思われる。

## 歴史
戦国大名の毛利元就も家臣の益田藤兼から「高津川の干鮎」を献上品として貰っている。（当時は益田川と高津川は下流で合流していた）
1530年には匹見川の水域について吉見頼興と益田尹兼との間で協定が結ばれている。当時から高津川は大河として水産資源が豊富だったと思われる。
江戸時代にはアユを争って向横田と横田の漁師が殴りあいの喧嘩をし危うく津和野藩が仲裁に入る逸話が残されている。河口の西に津和野藩の塩田があったとされる。
毎年5月第3週の日曜日は、全一斉河川掃除が早朝5時30分から行われる。
2006年（平成18年）2月に、河川法に定められ河川整備の百年の計となる「河川整備基本方針」が策定され、国土交通省等により鋭意改修が続けられている
2022年9月、台風14号の影響によって吉賀町付近で越水による氾濫が発生した。田畑等浸水面積は3.4ha、住宅への浸水被害はなかった。

## 伝説
田野原の一本杉に出雲から逃げてきたヤマタノオロチの魂が宿り、水が沸いて高津川となる。
地元・有綱には4mを越す大蛇が地元の戦国武将・長嶺氏によって退治された逸話や日原の下瀬頼豊が川に潜った大蛇を追い払う逸話が残る。

## 流域の自治体
島根県
鹿足郡吉賀町、鹿足郡津和野町、益田市

## 支流
- 高尻川
- 福川川
- 津和野川
- 匹見川

## 橋梁
下流より記載
- 鴨島大橋 - 島根県道333号久城インター線
- 高津大橋 -  国道191号
- 山陰本線橋梁
- 高角橋（たかつのばし） - 島根県道・山口県道14号益田阿武線。全長261.2 m[5]。1942年竣工、RCローゼ桁橋5連のアーチ橋、土木学会選奨土木遺産[6]。
- 飯田橋 - 吊橋。2016年に補修完了[7]。
- 飯田角井大橋 - 益田道路
- 西益田大橋
- 安富橋[8] - 歩行者・自転車専用橋[9]。
- 金地橋[8] - 島根県道311号白上横田線
- 向横田橋[8] - 島根県道313号美濃地石見横田停車場線
- 神田下橋[10]
- 神田大橋[8][11] -  国道9号
- 三星橋（みぼしばし）[8][12]
- 添谷橋[8][13]
- 下小瀬橋[8][14]
- 青原橋 - 県道224号線
- 曽庭橋

- 吉賀川橋梁 - ＪＲ山口線

- 脇本大橋
- 口屋橋

- 旭橋

- 法師橋

- 日原大橋 - 国道187号線
- 犬戻橋 - 国道187号線
- 円の谷橋 - 国道187号線
- 新左鐙（しんさぶみ）橋 - 国道187号線
- 睦橋
- 万瀬大橋 - 国道187号線
- 万瀬橋
- 可部橋 - 国道187号線
- 釣川橋
- 甲島橋
- 杉山橋
- 古迫橋
- 小野原橋
- 柿木大橋
- 相生橋
- 柳原橋
- 黒瀬橋
- 月瀬橋
- 向津橋
- 殿明橋
- 桟敷橋
- 新桟敷橋
- 七村橋
- 抜月橋
- 新抜月橋
- 七日市橋
- 坂折一号橋
- 吉原橋
- 広尾橋
- 重藤橋 - 県道12号線
- 桜橋
- 河口橋
- 谷尻橋
- 塔尾橋
- 八王子橋
- 落合橋
- 五味田橋 - 国道187号線
- （旧ＪＲ鉄道橋）
- 八ケ迫橋
- 有飯橋 - 県道16号線
- 有網橋
- 畑詰橋
- 沖場橋
- 重則橋
- 上高津川橋 - 中国自動車道
- 林橋
- 利光橋
- 下高津川橋 - 中国自動車道
- 重則親迫１号橋
- 向畑橋
- 蔵木橋 - 県道16号線
- 蔵木橋側道橋 - 県道16号線
- 無名橋
- 本蔵木橋
- 無名橋
- 樋口山橋
- 無名橋
- 無名橋
- 無名橋
- 新田野原橋 - 県道16号線
- （水管橋）
- 古屋敷橋
- 無名橋
- 無名橋
- 無名橋
- 無名橋
- 無名橋
- 田野原高架橋
- 無名橋
- 無名橋